# Szerencsés Imre
Szerencsés Imre eredeti neve Snéor ben Efraim, Sálmán ben Efraim, Salamon ben Efraim vagy Slomó ben Efrájim latinosan Fortunatus (? – 1526 körül) alkincstartó II. Lajos uralkodása idején. Hispaniából 1492-ben elűzött, majd Magyarországon letelepedett szefárd zsidó család leszármazottja.

## Magánélete
Szüleit a hírhedt Tomás de Torquemada inkvizítor űzte el, akinek neve több ezer zsidó, muzulmán és keresztény moriszkó halálát jelentette. A család hazájában is részt vett állami pénzügyek kezelésében, ezért a pénzhez értő szakemberek hírében álltak. De épp ez lett a vesztük, mert sikereikre féltékeny személyek ürügyet találva származásukban igyekeztek félreállítani őket, ezért a család meg sem állt Magyarországig.
Fortunatus (Szerencsés) keresztény nőbe lett szerelmes, ami tiltott szerelmi viszony volt, hiszen már mint két fiú atyja folytatta. Ezért elfogták, a kegyetlen halálbüntetéstől csak kitéréssel tudott menekülni. A keresztény hitre való áttérése valamikor 1504 és 1519 között történhetett. Zsidó feleségét és két gyermekét a budai gettóban hagyta. Megkeresztelését Szalkai László püspök és későbbi esztergomi érsek végezte, míg keresztapja Perényi Imre lett.

## Alkincstartói tevékenysége
Szerencsés Imre kölcsöneivel és a kamara ügyeiben tanúsított jártasságával nagy tekintélyt szerzett II. Lajos király és Mária királyné előtt. 1520-ban kapta meg az alkincstartói címet, amit négy évig viselt.

A törökök elleni 1521-26. évi háború során a hivatalos magyar pénznem a dénár elértéktelenedett. Már 1521-ben, Nándorfehérvár eleste alkalmával a Szapolyai-párti köznemesek azzal vádolták Szerencsést, hogy hanyagságból és rosszakaratból a felmentéshez szükséges pénzt és fegyvereket későn indította útnak. Szerencsés tanácsára verette a király azt a hamis pénzt, melynek valódi értéke csak fele része volt a névleges értéknek. 
1525. május 7-én tartott budai országgyűlésen a pénzromlásért a nemesség Szerencsést tette felelőssé és a királyi jövedelmek hűtlen kezelésével vádolták. Hatvan tagból álló küldöttség terjesztette kívánalmait Lajos király elé, amelyben azt kérték a királytól, hogy öt nap alatt távolítsa el udvarából a németeket, akik mind lutheránusok, a császár és a velencei köztársaság követei szintén mielőbb hagyják el az országot, Szerencsés Imre máglyán bűnhődjék gonoszságáért, aki ráadásul izraelita, a köznemesség által választott ülnökök pedig ismét kerüljenek a királyi tanácsba. Hogy mennyi lehet igaz a vádakból nem tudni, de ebben a feszült légkörben, ahol már évek óta élt a Jagellók rossz kormányzása miatt az idegengyűlölet nemcsak a Szerencsés, hanem a németek iránt is, ezért követelhették halálra ítélését.
A király, engedve a nemeseknek, Szerencsés Imrét a budai Csonkatoronyba záratta, ahol egy hónapig raboskodott. Szerencsés a Fugger család rokonának, Thurzó Eleknek (körmöci kamarai gróf és főkomornokmester, majd főkincstárnok, 1523-1525 között tárnokmester, végül országbíró) helyetteseként  Mária királyné legszűkebb bizalmi köréhez tartozott, aki, mihelyst az országgyűlés szétoszlott, parancsot adott az alkincstartó szabadon bocsátására, mivel szolgálatait mégsem nélkülözhette egy ilyen nehéz helyzetben. A Szent György téren álló házához Mária királyné udvarmestere, valamint két sziléziai kamargróf kísérte el.

Kiszabadulását lakomával ünnepelte, mire Budán, az országgyűlés még el nem távozott nemesei megrohanták és feldúlták házát és majdnem megölték. Sikerült megszöknie úgy, hogy kötélen leereszkedett az épület hátsó részén. 
Ekkor, egy korabeli feljegyzés szerint, Budán „egy rágalmazó lépett fel, aki a zsidókat akarta támadni azzal, hogy egy keresztény gyermeket megöltek”, holott a vért - állítólag - ő maga rejtette el náluk. Szerencsés (a feljegyzésben eredeti, Snéor családnevén szerepel), közbenjárt az udvarnál, és elérte, hogy a rágalmazót átadják neki. Ő a zsidókra bízta, akik megfojtották.
Miután a főnemesség és pártolóik sorában az ellenségeskedés vele szemben nem csökkent, Werbőczy István és az általa vezetett köznemesi párt felé közeledett, amelynek egy tervezetet készített az ország szétzilálódott pénzügyeinek rendezéséről.
Mária királyné és Báthory nádor támogatása mellett sikerült megszereznie Werbőczy támogatását is, így a hatvani országgyűlésen már senki nem vádolta, sőt számítottak rá. Hamarosan  helyreállította anyagi helyzetét; 1525 végén már ő bérelte a budai, 1526-ban pedig a pozsonyi harmincadot is.
A középkor végén a törvényes zsidókamat heti 2% volt. Amennyiben az adós nem fizette meg határidőre adósságát, azután kétszeresével, majd újabb határidő elmulasztása esetén annak kétszeresével - és így tovább - tartozott. Ha II. Lajos 1525. január 1-én száz aranyat kapott kölcsön Szerencsés Imrétől, 1526. január 1-én ezernégyszáz aranyat kellett visszafizetnie. Az alkincstárnok 1526 nyarán már nem adott kölcsönt a királyának, pont rosszkor, mert a szultán hadjárata miatt se pénz, se hadsereg nem volt, ezért Lajos ezüst étkészletét zálogosította el.[forrás?]
Kevéssel a mohácsi csata előtt Szerencsés meghalt.„Halála órájában, sok zsidó előtt, sírás és imádkozás közt megbánta bűneit, és bűnbánatban halt meg”.

Kohn Sámuel írja róla: „Más időben, más emberek közt az ország ügyének tán hasznára válhatott volna; e rothadásnak indult viszonyok közt azonban határozottan ártott neki. Nem volt se jobb, se roszszabb azon országnagyoknál, kiknek társaságába és fondorlatai közé jutott… Ő szintúgy, mint azok, erkölcstelen volt, s az ország kárán szerzett kincseket… tivornyázva tékozolta el… Kebelében csak egy jobb érzület élt, mely más körülmények között dicséretére vált volna: amaz állhatatosság, mellyel zsidó hitfelein csüggött… Példája mintegy ama nem éppen ritka embereknek, kik azt hiszik, hogy néhány cselekvés által minden egyéb gaztettüket jóvátehetik.”

## Családja
Első házasságából született elsőszülött fiát Ábrahám ben Snéornak hívták. Második fia Efrájim ben Snéor. Ábrahám már felnőtt és házas férfi volt, mikor atyja egy budai keresztény nővel folytatott viszonya miatt kénytelen volt megkeresztelkedni. Ábrahám és fivére nem követték atyjuk lépését és hithű zsidók maradtak. A budai zsidóutcában laktak anyjukkal együtt és a vallásos élet minden megnyilvánulásában részt vettek. Atyjuk kitérése után egy teológiai vita középpontjába kerültek: zt kellett eldönteni, hogy atyjuk héber nevét hozzákapcsolhatja-e az előimádkozó a nevükhöz, mikor a Tórához szólítja őket, ugyanis a zsidó rítus az esetre, ha az apa más vallásra tér át, a nagyapa nevének felemlítését írja elő. Mivel azonban Szerencsés Imre megkeresztelkedése után is ragaszkodott zsidó hittestvéreihez, a budai zsidóság különböző egyházi férfiak meghallgatása után atyjuk héber nevének felemlítésével hívatta őket a Tórához. Ábrahámot, valamint fivérét, Efrájimot később I. Szulejmán szultán a budai zsidókkal együtt Törökországba hurcoltatta.

## Hagyatéka
A mohácsi csata után I. Szulejmán szultán seregével továbbvonult észak, vagyis Buda felé. A város zsidó lakossága nem menekült el a törökök elől. Nekik nem volt félnivalójuk a töröktől, hiszen tudták: a moszlimok toleránsabbak a zsidókkal szemben, mint a keresztények. Ráadásul ismerték a nyugat-magyarországi helyzetet, ahonnan a kiűzetések elől inkább Budára próbáltak a zsidók beköltözni. A budai zsidókat 1526-ban a törökök áttelepítették Konstantinápolyba, és csak Buda török kézre kerülése után, 1541-ben tértek vissza. Egy 1526-ból származó oklevél szerint, II. Lajos király özvegye, Mária királyné Kis Mendel budai zsidó kőházát jutalmul Thurzó Elek udvarmesterének, szarvaskendi Sibrik Gergelynek adományozza. Az adomány indoklásában az adományozott méltatása mellett szerepel az is, hogy a nevezett zsidó a törökök pártjára állt. Ezt az adományt I. Ferdinánd egy évvel később megerősítette.
Budára való visszatelepedésük után hamarosan felvirágzott a régi zsidónegyed. Az 1547. évi török összeírás szerint a Budai Várban 238 keresztény, 75 zsidó és 60 kopt család lakott. Az összeírás a zsidókhoz hozzá számít még 28 „vendég” családot. Ezek a zsidó vendégek 1541 és 1547 között települtek be Törökországból. Vendég-státuszukból következtethetünk arra, hogy nem azokhoz tartoztak, kiknek elődei korábban Budán éltek, hanem azoknak a szír-szefárd zsidóknak ivadékai, akiket I. Szulejmán szultán birodalma, mint spanyolországi menekülteket fogadott be.